# Киевское сельское поселение (Северная Осетия)
Ки́евское се́льское поселе́ние — муниципальное образование в Моздокском районе Республики Северная Осетия — Алания Российской Федерации.
Административный центр — село Киевское.

## География
Муниципальное образование расположено в центральной части Моздокского района. В состав сельского поселения входит один населённый пункт. Площадь сельского поселения составляет — 67,04 км2.
Граничит с землями муниципальных образований: Калининское сельское поселение на востоке, Предгорненское сельское поселение на юге, Кизлярское сельское поселение на западе, Луковское сельское поселение на северо-востоке и Моздокское городское поселение на севере.
Сельское поселение расположено на Кабардинской равнине. Средние высоты на территории муниципального образования составляют около 130 метров над уровнем моря. Рельеф местности преимущественно равнинный с холмистыми возвышенностями. Населённый пункт расположен в долине реки Терек над которой на несколько метров возвышается тянущаяся с запада на восток склоны Терского кряжа. Побережье реки Терек покрыта густыми приречными лесами, затрудняющими подход к реке.
Гидрографическая сеть представлена в основном рекой Терек. Вдоль западной окраины муниципального образования тянется Малокабардинский канал, на юге тянутся каналы — Надтеречный и 1-й Кизлярский.  К северо-востоку от села расположена озеро «Киевское», большая часть которая заросла растительностью.
Климат влажный умеренный. Среднегодовая температура воздуха составляет около +10,8°С и колеблется в среднем от +23,5°С в июле, до -2,5°С в январе. Среднегодовое количество осадков составляет около 540 мм. Основное количество осадков выпадает в период с мая по июль. В конце лета часты суховеи, дующие с территории Прикаспийской низменности.

## История
Статус и границы сельского поселения установлены Законом Республики Северная Осетия-Алания от 5 марта 2005 года № 16-рз «Об установлении границ муниципального образования Моздокский район, наделении его статусом муниципального района, образовании в его составе муниципальных образований - городского и сельских поселений и установлении их границ»

## Население
| 2002  | 2010  | 2011  | 2012  | 2013  | 2014  | 2015  |
| ----- | ----- | ----- | ----- | ----- | ----- | ----- |
| 1498  | ↘1424 | →1424 | ↗1427 | ↘1422 | ↗1438 | ↗1441 |
| 2016  | 2017  | 2018  | 2019  | 2020  | 2021  | 2023  |
| ↗1475 | ↗1477 | ↘1464 | ↘1448 | ↘1427 | ↗1474 | ↘1455 |
| 2024  | 2025  |       |       |       |       |       |
| ↘1446 | ↘1427 |       |       |       |       |       |

Процент от населения района — 1.75 %
Плотность — 21.29 чел./км2.

## Состав поселения
| № | Населённый пункт | Тип населённого пункта       | Население | Доля от населения (%) |
| - | ---------------- | ---------------------------- | --------- | --------------------- |
| 1 | Киевское         | село, административный центр | ↘1427     | 100 %                 |

## Местное самоуправление
Администрация Киевского сельского поселения — село Киевское, ул. Садовая, 3.
Структуру органов местного самоуправления сельского поселения составляют:
- Глава сельского поселения — Метель Владимир Сергеевич.
- Администрация Киевского сельского поселения — состоит из 4 человек.
- Совет местного самоуправления Киевского сельского поселения — состоит из 10 депутатов.